# زابیژوو (استان اوپوله)
زابیژوو (به لهستانی:  Zabierzów) یک روستا در لهستان است که در گمینا والتسه واقع شده‌است.